# Jan Hernych
Jan Mauda Hernych (Praga, 7 de julio de 1979) es un exjugador de tenis checo. 
En 2006 alcanzó su primera final de ATP perdiendo ante el croata Mario Ančić en la definición del torneo de 's-Hertogenbosch y su mejor ranking en sencillos (Nº60). Ese mismo año logró su primera victoria ante un top-ten al derrotar al N.º 6 del mundo, Nikolay Davydenko en la primera ronda del Torneo de Valencia.

## Títulos

### Finalista en individuales
- 2006: 's-Hertogenbosch (pierde ante Mario Ančić)

### Clasificación en torneos del Grand Slam
| Torneo          | 2011 | 2009 | 2008 | 2007 | 2006 | 2005 | 2004 | Acumulado |
| --------------- | ---- | ---- | ---- | ---- | ---- | ---- | ---- | --------- |
| Australian Open | 3r   | 1r   | -    | 1r   | 2r   | 2r   | -    | 0         |
| Roland Garros   |      | 1r   | -    | 1r   | 1r   | 2r   | -    | 0         |
| Wimbledon       |      | 1r   | 1r   | 2r   | 1r   | 2r   | 1r   | 0         |
| US Open         |      | 2r   | 1r   | -    | 2r   | 1r   | -    | 0         |

### Dobles
| Leyenda                |
| Grand Slam (0)         |
| Tennis Masters Cup (0) |
| ATP Masters Series (0) |
| ATP Tour (1)           |

| N.º | Fecha             | Torneo | Superficie    | Pareja    | Oponentes en la final     | Resultado |
| --- | ----------------- | ------ | ------------- | --------- | ------------------------- | --------- |
| 1.  | 4 de mayo de 2009 | Múnich | Tierra batida | Ivo Minář | Ashley Fisher Jordan Kerr | 6-4 6-4   |

### Challengers singles
| N.º | Fecha                    | Torneo     | Superficie    | Oponente en la final | Resultado   |
| --- | ------------------------ | ---------- | ------------- | -------------------- | ----------- |
| 1.  | 1 de octubre de 2001     | Tulsa      | Dura          | Vince Spadea         | 7-5 7-5     |
| 2.  | 17 de mayo de 2004       | Praga      | Tierra batida | Ivo Minář            | 6-1 6-4     |
| 3.  | 9 de mayo de 2005        | Praga      | Tierra batida | Jiri Vanek           | 3-6 6-4 6-3 |
| 4.  | 24 de septiembre de 2007 | Trnava     | Tierra batida | Tomáš Zíb            | 6-3 3-6 6-4 |
| 5.  | 28 de abril de 2008      | Praga      | Tierra batida | Lukas Dlouhy         | 4-6 6-2 6-4 |
| 6.  | 3 de noviembre de 2008   | Bratislava | Dura (i)      | Stephane Bohli       | 6-2 6-4     |
| 7.  | 22 de marzo de 2010      | Jersey     | Dura (i)      | Jan Minar            | 7-6(3) 6-4  |